# Eiji Suzuki
Eiji Suzuki (Japans: 鈴木英史, Suzuki Eiji) (Tokio, Japan, 18 februari 1965) is een Japans componist.

## Levensloop
Suzuki studeerde af aan de Tokyo National University of Fine Arts and Music in zijn hoofdvak compositie in 1991. Zijn docenten waren Michio Mamiya en Masao Endo. Tijdens zijn studie werd hem al voor een van zijn werken de Ataka-prijs toegekend.
Zijn composities waren aanvankelijk afgestemd op de mogelijkheden van het middelbare-schoolorkest. Later componeerde hij ook werken die door de beste Japanse harmonieorkesten gespeeld en door de nationale federatie als verplicht werk voor hun wedstrijden uitgekozen werden. Suzuki kreeg de opdracht voor de nationale atletiekwedstrijden in Ishikawa en Yamagata werken voor de openings- en afsluitingsceremonies te componeren. 
Samen met de componist Toshio Mashima stichtte hij het Atelier M, een muziekuitgeverij, die werken van jonge Japanse componisten voor harmonieorkesten publiceert. Tegenwoordig is hij een van de meest markante Japanse componisten. 
Suzuki is bestuurslid van de Academic Society of Japan for Winds Percussion & Band.

## Composities

### Werken voor harmonieorkest
- 1999 "AWAKENING" - in memory of Kiyoshi Watanabe
- 2000 Morning Stars
- 2001 The Fête of Light, for Wind Orchestra
- 2002 Icarus - with the eternal wings, for Wind Orchestra
- Cantus Sonare
- Chorale for Festival, voor harmonieorkest
- Intrada "S-S-S"
- Fanfare
- Fanfare "S-E-A"
- Prelude, voor harmonieorkest, gebaseerd op de melodie "Tokeidai-no-kane"
- Rainbow Ocean, voor harmonieorkest
- Samba Fiesta
- Song and Dances, voor harmonieorkest

### Kamermuziek
- Foster Rhapsody, voor klarinetkwartet (of saxofoonkwintet)
- Spirit Road II, voor klarinetkwintet
- Spiral Tower, voor klarinetkwintet
- Spring Awakening, voor klarinetkwintet

### Filmmuziek
- 1996 Dead or Alive

- CiNii: DA12473746
- Bibliotheek van het Japanse parlement: 00962820
- Virtual International Authority File: 257631852
- WorldCat: E39PBJk4GMHkGDHgbmxdJdt9Xd